# Tejupilco de Hidalgo
Tejupilco de Hidalgo – miasto w Meksyku, w stanie Meksyk.